# Amphipogon
Amphipogon là một chi thực vật có hoa trong họ Hòa thảo (Poaceae).

## Loài
Chi Amphipogon gồm các loài: